# Bert Solomon
Bertie "Bert" Solomon (Redruth, Cornualla, 8 de març de 1885 – Redruth, 30 de juny de 1961) va ser un jugador de rugbi anglès que va competir a primers del segle xx. El 1908 va guanyar la medalla de plata en la competició de rugbi dels Jocs Olímpics de Londres.Era germà del també jugador de rugbi Barney Solomon.